# Crainvilliers
Crainvilliers est une commune française située dans le département des Vosges, en région Grand Est.
Ses habitants sont appelés les Crainvillois.

## Géographie

### Localisation
Crainvilliers est située à 7 km au sud-ouest de Contrexéville, 6 km de Martigny-les-Bains et 10 km de Bulgnéville.

### Sismicité
Commune située dans une zone  de sismicité très faible.

### Communes limitrophes
| Saint-Ouen-les-Parey         | Saulxures-lès-Bulgnéville | Suriauville    |
| La Vacheresse-et-la-Rouillie | Crainvilliers             | Dombrot-le-Sec |
|                              | Martigny-les-Bains        |                |

### Hydrographie et les eaux souterraines
Hydrogéologie et climatologie : Système d’information pour la gestion des eaux souterraines du bassin Rhin-Meuse :
Territoire communal : Occupation du sol (Corinne Land Cover); Cours d'eau (BD Carthage),
Géologie : Carte géologique; Coupes géologiques et techniques,
 Hydrogéologie : Masses d'eau souterraine; BD Lisa; Cartes piézométriques.

#### Réseau hydrographique
La commune est située dans le bassin versant de la Meuse au sein du bassin Rhin-Meuse. Elle est drainée par l'Anger, le ruisseau de Conge, le ruisseau de Han, le ruisseau de l'Aulnois, le ruisseau des Charmailles et le ruisseau du Ru des Jeux,.
L'Anger, d'une longueur totale de 27,9 km, prend sa source dans la commune de Dombrot-le-Sec et se jette  dans le Mouzon en limite de Circourt-sur-Mouzon et de Pompierre, après avoir traversé onze communes.

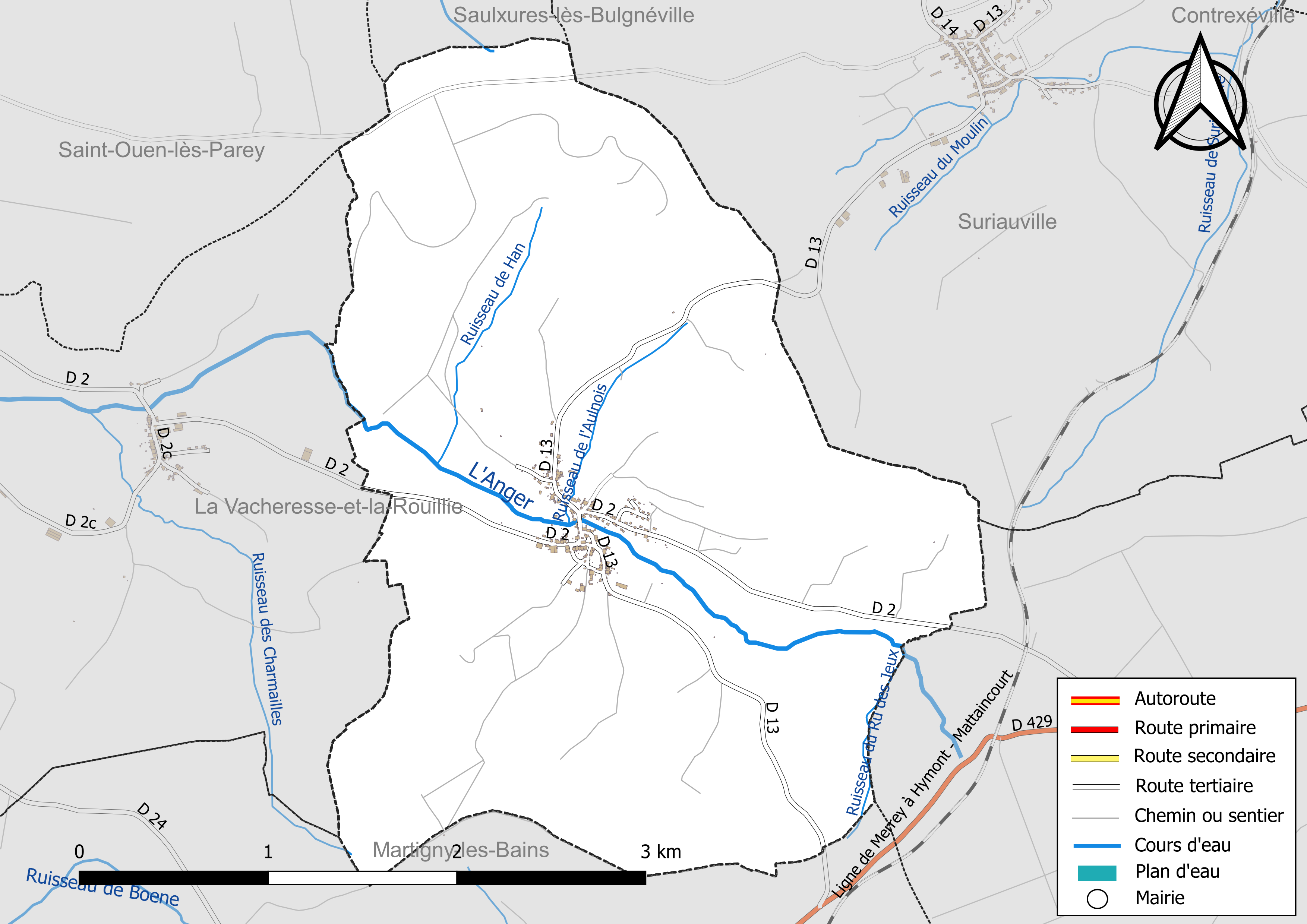
Réseaux hydrographique et routier de Crainvilliers.

#### Gestion et qualité des eaux
Le territoire communal est couvert par le schéma d'aménagement et de gestion des eaux (SAGE) « Nappe des Grès du Trias Inférieur ». Ce document de planification, dont le territoire comprend le périmètre de la zone de répartition des eaux de la nappe des Grès du trias inférieur (GTI), d'une superficie de 1 497 km2,  est en cours d'élaboration. L’objectif poursuivi est de stabiliser les niveaux piézométriques de la nappe des GTI et atteindre l'équilibre entre les prélèvements et la capacité de recharge de la nappe. Il doit être cohérent avec les objectifs de qualité définis dans les SDAGE Rhin-Meuse et Rhône-Méditerranée. La structure porteuse de l'élaboration et de la mise en œuvre est le conseil départemental des Vosges.
La qualité des eaux de baignade et des cours d’eau peut être consultée sur un site dédié géré par les agences de l’eau et l’Agence française pour la biodiversité.

### Climat
Pour des articles plus généraux, voir Climat du Grand Est et Climat des Vosges.
En 2010, le climat de la commune est de type climat de montagne, selon une étude du Centre national de la recherche scientifique s'appuyant sur une série de données couvrant la période 1971-2000. En 2020, Météo-France publie une typologie des climats de la France métropolitaine dans laquelle la commune est exposée à un climat océanique altéré et est dans la région climatique  Lorraine, plateau de Langres, Morvan, caractérisée par un hiver rude (1,5 °C), des vents modérés et des brouillards fréquents en automne et hiver. 
Pour la période 1971-2000, la température annuelle moyenne est de 9,5 °C, avec une amplitude thermique annuelle de 16,9 °C. Le cumul annuel moyen de précipitations est de 939 mm, avec 12,5 jours de précipitations en janvier et 9,3 jours en juillet. Pour la période 1991-2020, la température moyenne annuelle observée sur la station météorologique de Météo-France la plus proche, « St Ouen-lès-Parey_sapc », sur la commune de Saint-Ouen-lès-Parey à 6 km à vol d'oiseau, est de 10,0 °C et le cumul annuel moyen de précipitations est de 806,8 mm. 
La température maximale relevée sur cette station est de 39,4 °C, atteinte le 25 juillet 2019 ; la température minimale est de −22 °C, atteinte le 20 décembre 2009,,. 
Les paramètres climatiques de la commune ont été estimés pour le milieu du siècle (2041-2070) selon différents scénarios d'émission de gaz à effet de serre à partir des nouvelles projections climatiques de référence DRIAS-2020. Ils sont consultables sur un site dédié publié par Météo-France en novembre 2022.

## Urbanisme

### Typologie
Au 1er janvier 2024, Crainvilliers est catégorisée commune rurale à habitat dispersé, selon la nouvelle grille communale de densité à sept niveaux définie par l'Insee en 2022.
Elle est située hors unité urbaine. Par ailleurs la commune fait partie de l'aire d'attraction de Vittel - Contrexéville, dont elle est une commune de la couronne,. Cette aire, qui regroupe 72 communes, est catégorisée dans les aires de moins de 50 000 habitants,.

### Occupation des sols
L'occupation des sols de la commune, telle qu'elle ressort de la base de données européenne d’occupation biophysique des sols Corine Land Cover (CLC), est marquée par l'importance des forêts et milieux semi-naturels (56,1 % en 2018), une proportion identique à celle de 1990 (56,1 %). La répartition détaillée en 2018 est la suivante : 
forêts (52 %), prairies (40,1 %), milieux à végétation arbustive et/ou herbacée (4,2 %), zones urbanisées (3,8 %). L'évolution de l’occupation des sols de la commune et de ses infrastructures peut être observée sur les différentes représentations cartographiques du territoire : la carte de Cassini (XVIIIe siècle), la carte d'état-major (1820-1866) et les cartes ou photos aériennes de l'IGN pour la période actuelle (1950 à aujourd'hui).

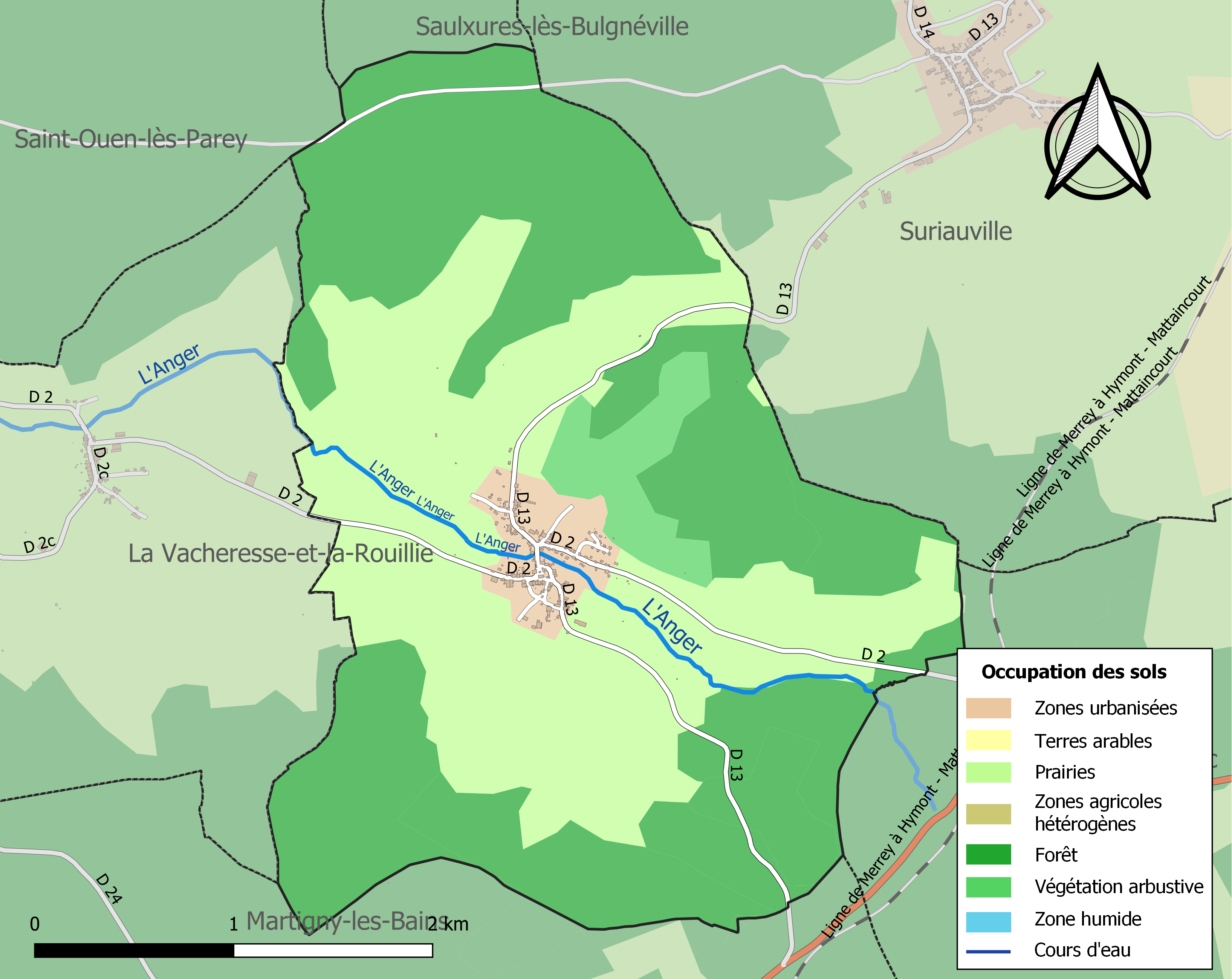
Carte des infrastructures et de l'occupation des sols de la commune en 2018 (CLC).

### Voies de communication et transports

#### Voies routières
La commune est desservie par deux départementales, la D 13 venant de Suriauville et allant en direction de Martigny-les-Bains ainsi que par la D 2 venant de La Vacheresse-et-la-Rouillie et allant en direction de Dombrot-le-Sec.

#### Transports en commun
- Fluo Grand Est.

#### Lignes SNCF
- Gare de Contrexéville
- Gare de Vittel
- Gare de Neufchâteau

## Toponymie
Le nom de la localité est attesté sous les formes Crainvillers (1200) ; Crenviler (1238) ; Crainviller (1256) ; Crainviler (1256) ; J. de Crienvilleir (1273) ; B. de Crynvilleir (1286) ; Crainvilleir (1340) ; De Crainvillari, Crannivillari (1402) ; ? De Montivillari (1402) ; Crainvillers (1540) ; Crainvilliers (1572) ; Crainvillier (XVIIIe siècle).

## Histoire
Crainvilliers appartenait au bailliage de Bourmont et au marquisat de Bulgnéville. Son église relevait du diocèse de Toul, doyenné de Vittel.
De 1790 à l'an X, Crainvilliers a fait partie du canton de Martigny.
Des mines de charbon sont exploitées entre 1842 et 1869 par la concession de la Vacheresse puis vers 1877 par la concession de Suriauville.

## Politique et administration

### Liste des maires
| Période                                  | Période   | Identité                    | Étiquette | Qualité       |
| ---------------------------------------- | --------- | --------------------------- | --------- | ------------- |
| Les données manquantes sont à compléter. |           |                             |           |               |
| mars 1971                                | mars 1983 | Maurice Jacquin (1921-2015) |           | Artisan maçon |
|                                          |           | Alain Jacquin               |           |               |
| mars 2001                                | mars 2014 | Noël Simard                 |           |               |
| mars 2014                                | En cours  | Bernard Albert              |           |               |

### Budget et fiscalité 2022

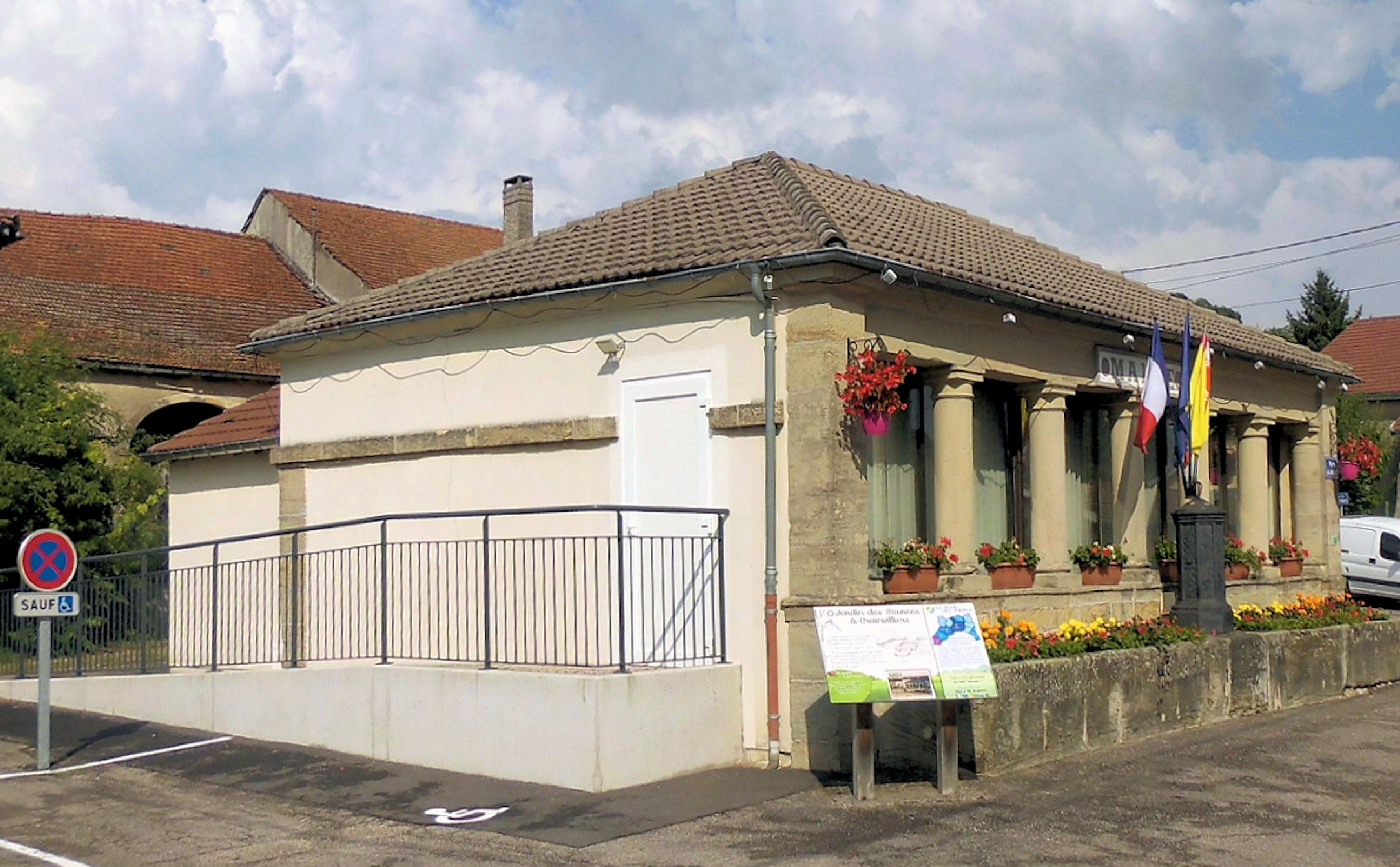
La mairie.

En 2022, le budget de la commune était constitué ainsi :
- total des produits de fonctionnement : 235 000 €, soit 1 334 € par habitant ;
- total des charges de fonctionnement : 207 000 €, soit 1 177 € par habitant ;
- total des ressources d'investissement : 53 000 €, soit 300 € par habitant ;
- total des emplois d'investissement : 21 000 €, soit 120 € par habitant ;
- endettement : 3 000 €, soit 19 € par habitant.

Avec les taux de fiscalité suivants :
- taxe d'habitation : 20,25 % ;
- taxe foncière sur les propriétés bâties : 32,69 % ;
- taxe foncière sur les propriétés non bâties : 17,07 % ;
- taxe additionnelle à la taxe foncière sur les propriétés non bâties : 38,75 % ;
- cotisation foncière des entreprises : 16,29 %.

Chiffres clés Revenus et pauvreté des ménages en 2021 : médiane en 2021 du revenu disponible, par unité de consommation : 21 630 €.

### Situation administrative
À la suite de la réforme sur les intercommunalités, Crainvilliers rejoint la communauté de communes de Vittel-Contrexéville en 2013. Auparavant, Crainvilliers était isolée sans appartenance à une intercommunalité.

## Population et société

### Démographie

#### Évolution démographique
L'évolution du nombre d'habitants est connue à travers les recensements de la population effectués dans la commune depuis 1793. Pour les communes de moins de 10 000 habitants, une enquête de recensement portant sur toute la population est réalisée tous les cinq ans, les populations de référence des années intermédiaires étant quant à elles estimées par interpolation ou extrapolation. Pour la commune, le premier recensement exhaustif entrant dans le cadre du nouveau dispositif a été réalisé en 2008.

En 2022, la commune comptait 180 habitants, en évolution de +4,65 % par rapport à 2016 (Vosges : −2,96 %, France hors Mayotte : +2,11 %).
| 1793 | 1800 | 1806 | 1821 | 1831 | 1836 | 1841 | 1846 | 1856 |
| ---- | ---- | ---- | ---- | ---- | ---- | ---- | ---- | ---- |
| 443  | 472  | 515  | 468  | 550  | 558  | 574  | 612  | 535  |

| 1861 | 1866 | 1876 | 1881 | 1886 | 1891 | 1896 | 1901 | 1906 |
| ---- | ---- | ---- | ---- | ---- | ---- | ---- | ---- | ---- |
| 547  | 546  | 528  | 462  | 438  | 434  | 420  | 375  | 361  |

| 1911 | 1921 | 1926 | 1931 | 1936 | 1946 | 1954 | 1962 | 1968 |
| ---- | ---- | ---- | ---- | ---- | ---- | ---- | ---- | ---- |
| 326  | 227  | 239  | 199  | 199  | 176  | 174  | 183  | 137  |

| 1975 | 1982 | 1990 | 1999 | 2006 | 2008 | 2013 | 2018 | 2022 |
| ---- | ---- | ---- | ---- | ---- | ---- | ---- | ---- | ---- |
| 181  | 242  | 241  | 211  | 194  | 189  | 178  | 171  | 180  |

### Enseignement
Établissements d'enseignements :
- Écoles maternelles et primaires à Martigny-les-Bains, Dombrot-le-Sec, Contrexéville, Bulgnéville, Saint-Ouen-lès-Parey.
- Collèges à Martigny-les-Bains, Contrexéville, Mandres-sur-Vair, Vittel, Lamarche.
- Lycées à Contrexéville, Mandres-sur-Vair.

### Santé
Professionnels et établissements de santé :
- Médecins à Martigny-les-Bains, Contrexéville, Bulgnéville, Lamarche, Vrécourt, Vittel.
- Pharmacies à Martigny-les-Bains, Contrexéville, Bulgnéville, Lamarche, Vrécourt, Vittel.
- Hôpitaux à Lamarche, Vittel, Neufchâteau, Mattaincourt, Mirecourt, Ville-sur-Illon.

### Cultes
- Culte catholique, Paroisse Saint-Basle-de-la-Plaine[28], Diocèse de Saint-Dié.

## Économie

### Entreprises et commerces

#### Agriculture
- Sylviculture et autres activités forestières.
- Élevage de vaches laitières.
- Exploitation forestière.

#### Tourisme
- Hébergements et restauration à Contrexéville, Bulgnéville, Vittel.

#### Commerces
- Commerces et services de proximité.

## Culture locale et patrimoine

### Lieux et monuments

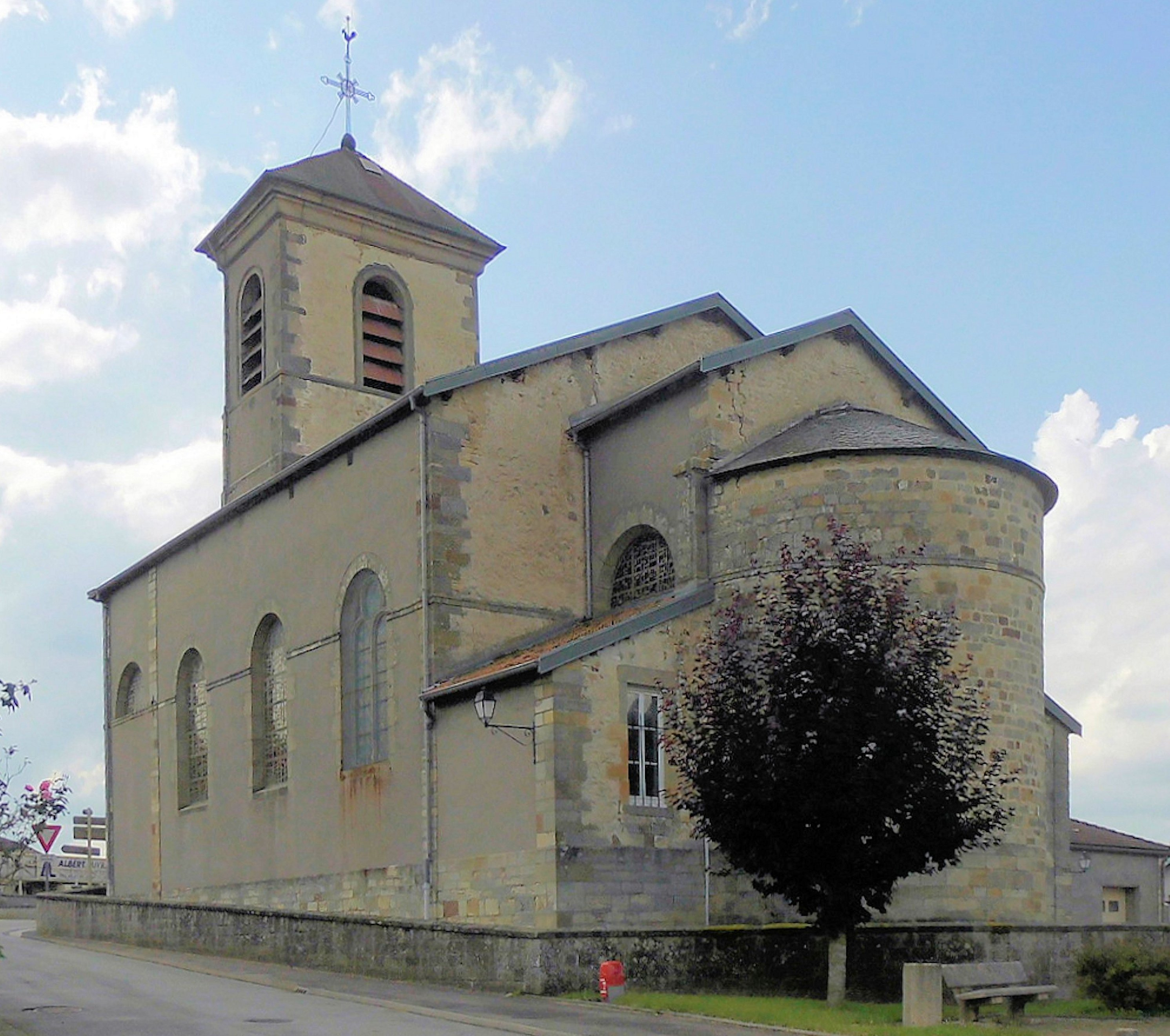
L'église Saint-Maurice côté sud-est.
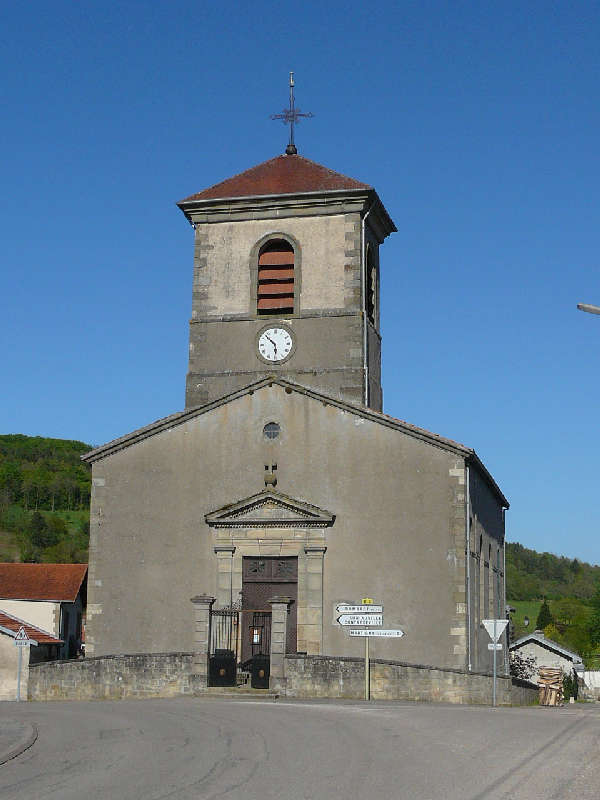
L'église Saint-Maurice côté ouest.
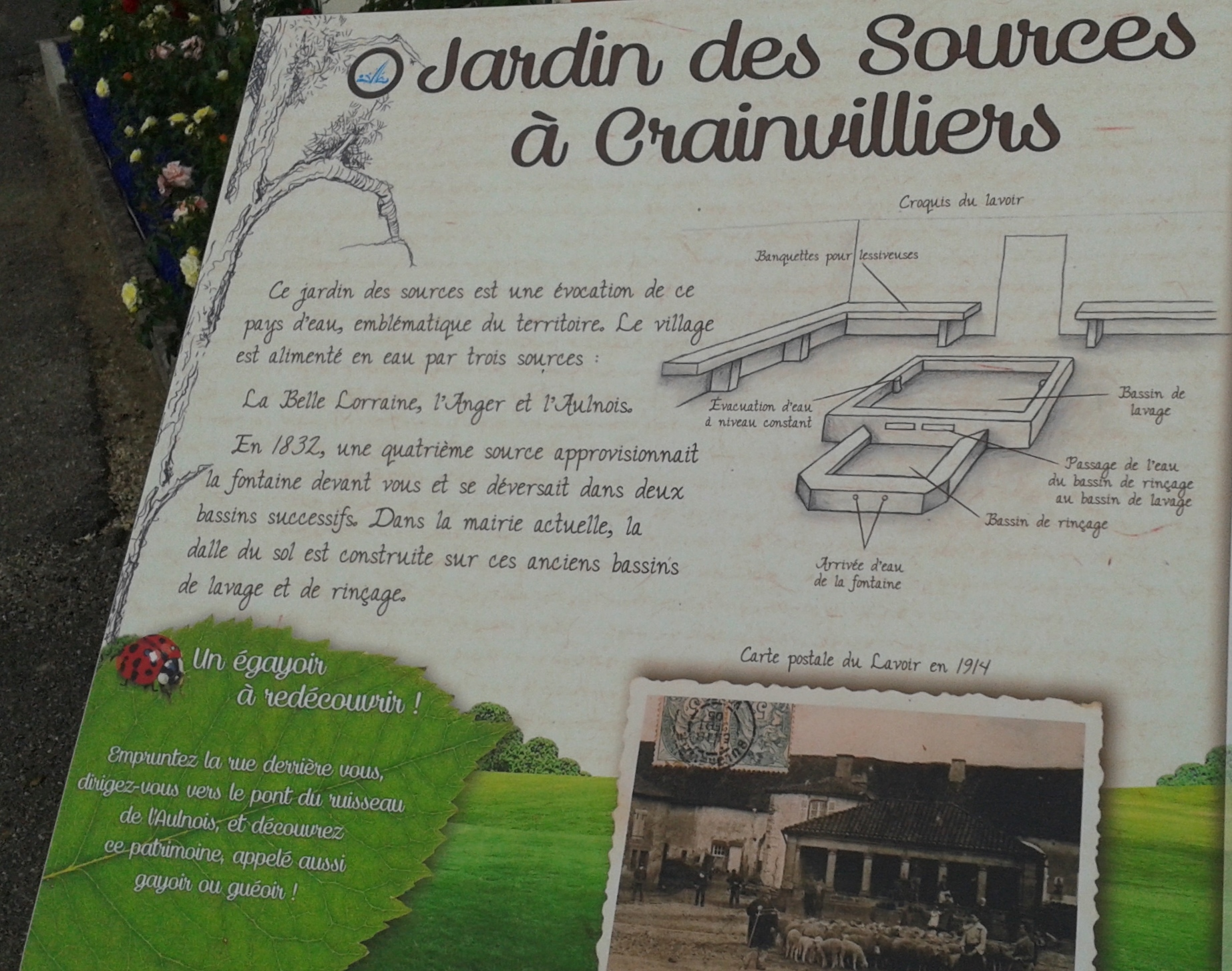
Jardins des Sources de Crainvilliers.

- L'église Saint-Maurice.
- L'intercommunalité de Vittel-Contrexéville a mis en place une Route des Jardins qui a pour but de donner à chaque commune de la communauté une identité via la faune et la flore[29]. À Crainvilliers il s'agit du Jardin des Sources[30].
- Patrimoine architectural rural recensé par le service régional de l'Inventaire général du patrimoine culturel[31] :

Maisons et fermes,,.
- Les vestiges miniers liées à l'exploitation du charbon[19].

Les vestiges miniers.
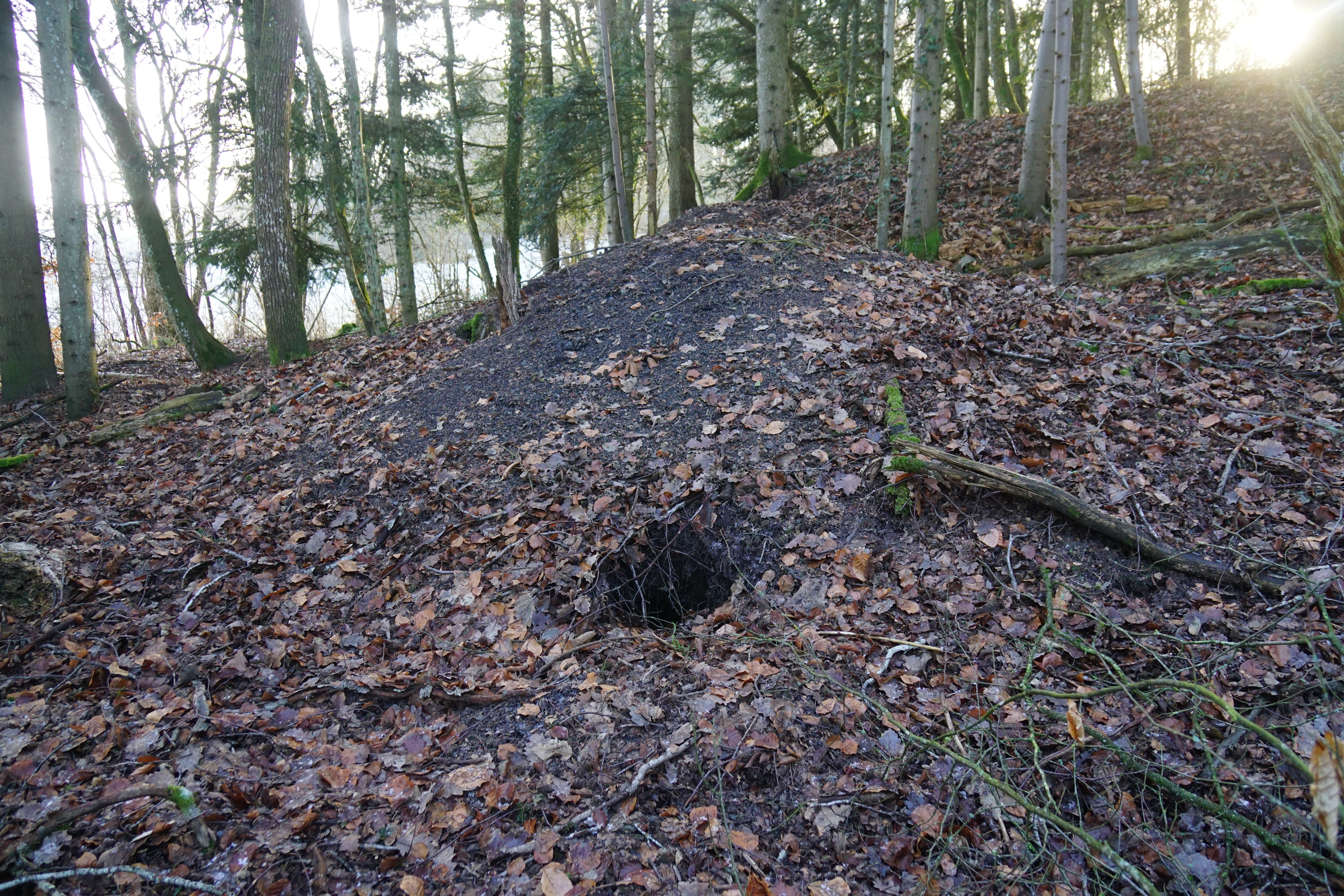
Le terril de la galerie Saint-Barbe.
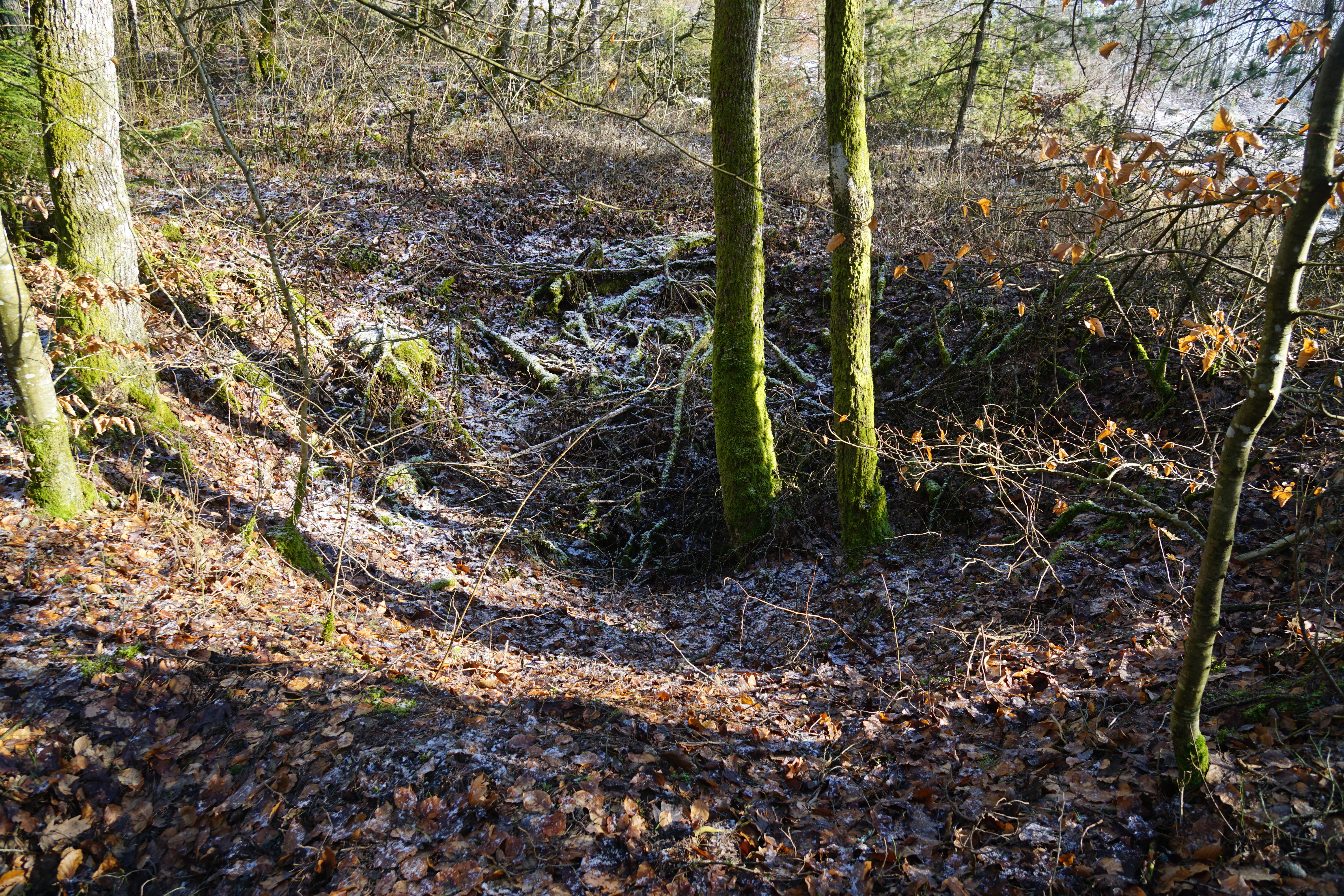
Entonnoir formé par le puits situé au nord de Crainvillers.
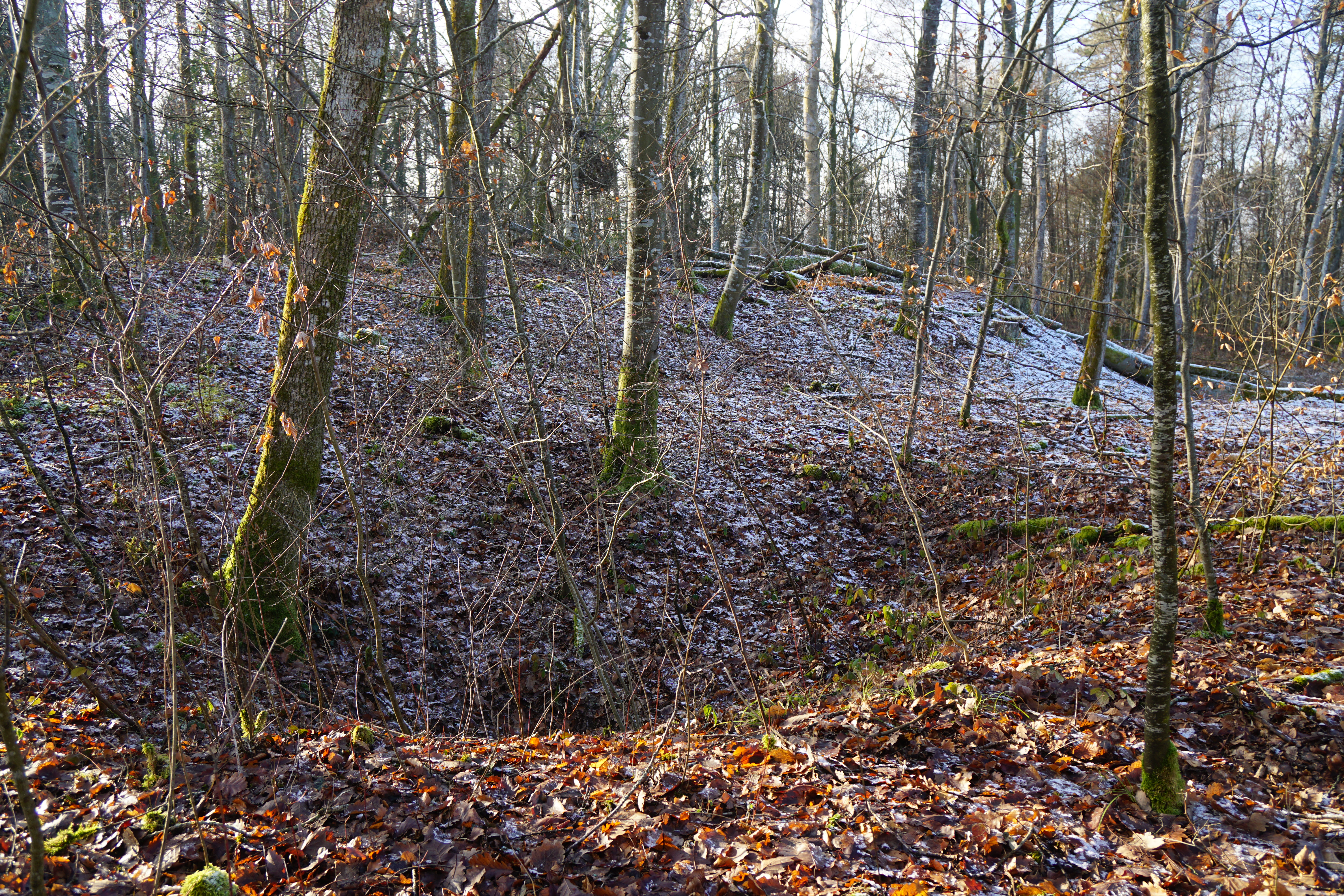
Entonnoir formé par le puits situé au sud-ouest de Crainvillers avec le terril derrière.
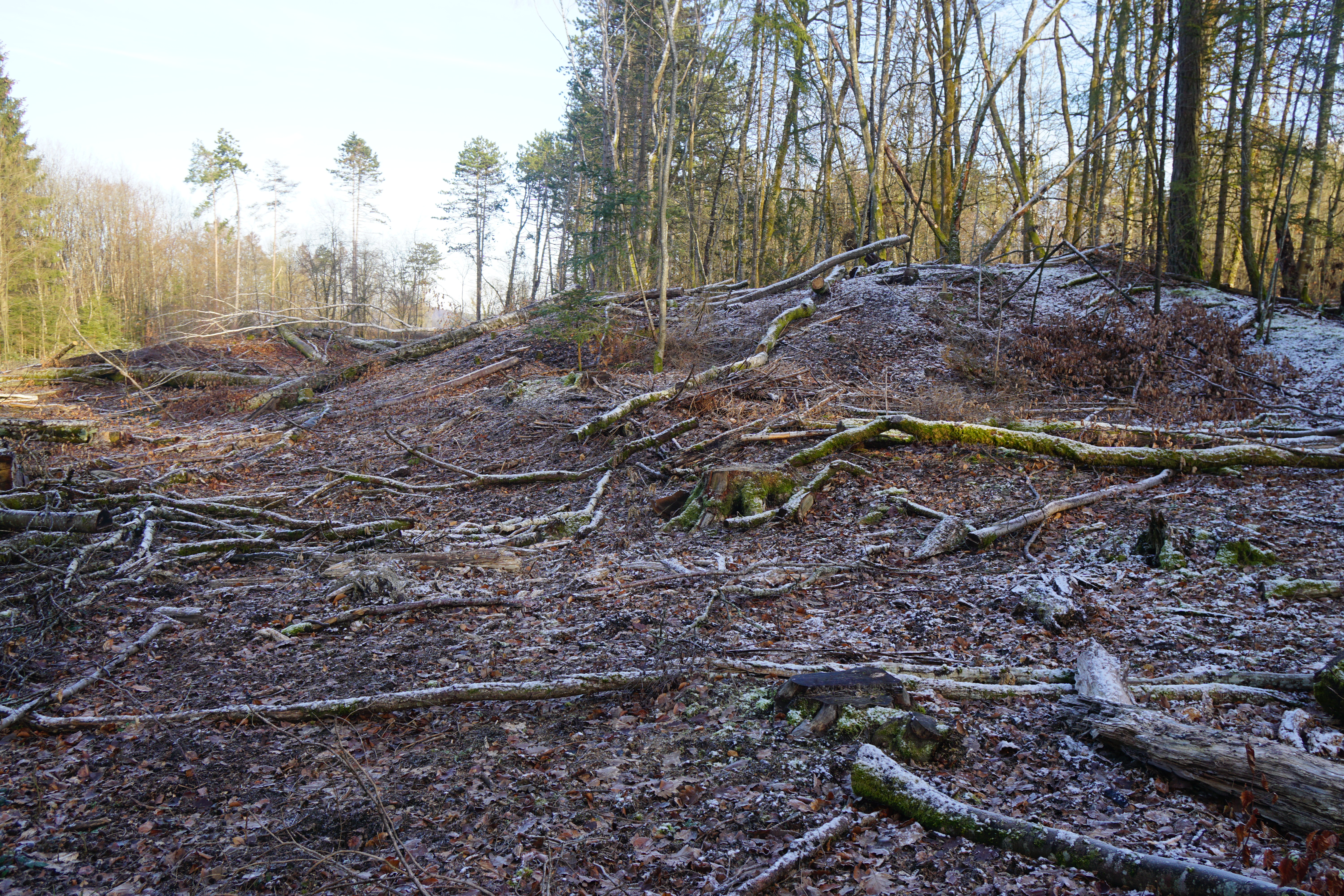
Vue générale du terril du puits situé au sud-ouest de Crainvillers.

### Personnalités liées à la commune
- Henriette-Anne Garraud, née Lécluse, artiste-peintre née en 1823 à Clichy la Garenne[36].